# Biserica de lemn din Stana

Imagine cu biserica de lemn din Stana - 1926. Autor: Denis Galloway. Colecţia Muzeului de Etnografie al Transilvaniei

Biserica de lemn din Stana, din localitatea cu același nume din comuna Almașu, județul Sălaj a fost folosită de comunitatea românească din sat până în perioada interbelică când o nouă biserică, de zid a înlocuit-o. Șematismele bisericii greco-catolice precizează ca dată a edificării bisericii de lemn anul 1795, având hramul "Înălțarea Domnului Nostru Isus Christos".

## Istoric și trăsături
În Stana, pe timpul episcopului Inocențiu Micu-Klein se aflau doar 16 credincioși greco-catolici. Datorită numărului mic de credincioși parohia a fost înființată abia în anul 1783. Neavând biserică, comunitatea acestei parohii a fost afiliată la bisericile din satele învecinate până în anul 1795, când a fost construită biserica de lemn surprinsă în fotografie de către fotograful Denis Galloway în anul 1926 când a întreprins o călătorie de documentare în zona etnografică Călata.
Biserica, ca edificiu, așa cum este ea surprinsă în fotografia alăturată, prezintă caracteristici obișnuite pentru acest gen de construcție. Aflată în cimitirul satului, biserica avea pe latura de sud un pridvor cu 6 stâlpi. Probabil că acest pridvor adăpostea intrarea în biserică. Acoperișul era unitar, fiind străpuns în partea de vest de turnul-clopotniță așezat peste pronaos. Fiind mai repede scurt, turnul-clopotniță cu plan pătrat avea foișorul aproape în întregime acoperit, fiind practicate, cel puțin pe cele două fețe ale turnului vizibile în fotografie două orificii semicirculare. Peste foișor, un coif alungit terminat cu o cruce acoperea turnul-clopotniță. Coama acoperișului, era decorată deasupra altarului, cu o mică cruce.
După contruirea noii biserici de zid, în anul 1927 vechea biserică de lemn nu a mai fost utilizată. Nu se cunoaște exact momentul în care biserica de lemn a fost demolată. 